# Порту-Санту (Португалія)
По́рту-Са́нту (порт. Porto Santo; МФА: [ˈpoɾ.tu ˈsɐ̃.tu], «Святий Порт») — муніципалітет і місто в Португалії, в автономному регіоні Мадейра. Розташований на острові Порту-Санту в Атлантичному океані, на теренах історичної португальської провінції Мадейра. Належить до Фуншальської діоцезії Католицької церкви в Португалії. Права міського самоврядування має з 1835 року. Поділяється на 8 парафій.  Площа муніципалітету — 111,52 км², населення муніципалітету — 11521 ос. (2011); густота населення — 103,31 осіб/км²
. Патрон — Діва Марія. Святковий день муніципалітету — 24 червня. Поштовий індекс — 9400.  Код місцевої адміністративної одиниці — 3007. Складова статистичного регіону Мадейра.

## Географія
Порту-Санту розташоване на острові Порту-Санту в Атлантичному океані.

### Клімат
Місто знаходиться у зоні, котра характеризується середземноморським кліматом. Найтепліший місяць — серпень із середньою температурою 21.7 °C (71 °F). Найхолодніший місяць — січень, із середньою температурою 15 °С (59 °F).
| Клімат Порту-Санту      | Клімат Порту-Санту | Клімат Порту-Санту | Клімат Порту-Санту | Клімат Порту-Санту | Клімат Порту-Санту | Клімат Порту-Санту | Клімат Порту-Санту | Клімат Порту-Санту | Клімат Порту-Санту | Клімат Порту-Санту | Клімат Порту-Санту | Клімат Порту-Санту | Клімат Порту-Санту |
| Показник                | Січ.               | Лют.               | Бер.               | Квіт.              | Трав.              | Черв.              | Лип.               | Серп.              | Вер.               | Жовт.              | Лист.              | Груд.              | Рік                |
| Середня температура, °C | 15                 | 15                 | 15                 | 16                 | 17                 | 19                 | 21                 | 22                 | 22                 | 20                 | 18                 | 16                 | 18                 |
| Норма опадів, мм        | 61                 | 46                 | 44                 | 20                 | 13                 | 6                  | 2                  | 7                  | 17                 | 48                 | 62                 | 54                 | 378                |
| ----------------------- | ------------------ | ------------------ | ------------------ | ------------------ | ------------------ | ------------------ | ------------------ | ------------------ | ------------------ | ------------------ | ------------------ | ------------------ | ------------------ |
| Джерело: Weatherbase    |                    |                    |                    |                    |                    |                    |                    |                    |                    |                    |                    |                    |                    |

## Населення
| Кількість мешканців | Кількість мешканців | Кількість мешканців | Кількість мешканців | Кількість мешканців | Кількість мешканців | Кількість мешканців | Кількість мешканців | Кількість мешканців | Кількість мешканців | Кількість мешканців | Кількість мешканців | Кількість мешканців | Кількість мешканців | Кількість мешканців | Кількість мешканців |
| ------------------- | ------------------- | ------------------- | ------------------- | ------------------- | ------------------- | ------------------- | ------------------- | ------------------- | ------------------- | ------------------- | ------------------- | ------------------- | ------------------- | ------------------- | ------------------- |
| 1864                | 1878                | 1890                | 1900                | 1911                | 1920                | 1930                | 1940                | 1950                | 1960                | 1970                | 1981                | 1991                | 2001                | 2011                |                     |
| 1 425               | 1 748               | 1 956               | 2 390               | 2 206               | 2 252               | 2 494               | 2 709               | 3 017               | 3 505               | 3 760               | 4 376               | 4 706               | 4 474               | 5 483               |                     |